# Камзик (телебашня)
Телевизионная башня на Камзике — телевизионная башня в Братиславе на холме Камзик, горной цепи Малые Карпаты, в городском районе Колиба. Высота основания от уровня моря — 433 метра. Телебашня построена в 1975 году, является самым высоким зданием в Братиславе, Словакия, её высота составляет 194 метра.
На 70-метровой высоте (506 метров над уровнем моря) башни расположен ресторан «Вежа» и смотровая площадка с видом на город, открытые для посетителей. В условиях хорошей видимости с башни видны Австрия, Венгрия, Чехия и конечно Словакия. Башня является одним из символов и достопримечательностей столицы Словакии. Первый камень в фундамент здания заложили в 1967 году, строительство завершили в 1975 году. Новая башня заменила прежнюю, устаревшую. До сих пор это самая высокая башня в Словакии, и её архитектурные, структурные и функциональные решения по-прежнему привлекают внимание. Над проектом работал коллектив авторов: Станислав Майек, Якуб Томашек, Милан Юрица, Юрай Козак и Ян Привицер. Полная высота антенны над уровнем моря составляет 635 метров.
Телевизионная башня на Камзике является примером соединения архитектуры и техники в одном месте. В то же время в Чехословацкой Социалистической Республике также была построена телебашня и горный отель Йештед в Либереце, чешская «стройка века». Так же, как и Берлинская телебашня или московская Останкинская телебашня, телебашня Братиславы служит уникальным символом города.

## Описание
Телевизионная башня на Камзике расположена в Братиславском лесном парке, в районе Нове-Место, округ Братислава III. Вершина холма Камзик имеет высоту 438,4 метров над уровнем моря и хорошо видна издалека, башня не только обеспечивает хороший сигнал, но и хороший обзор. С почти любой подъездной трассы к городу башня является первым видимым зданием Братиславы. Силуэт башни чётко угадывается с расстояния.
Башня по форме представляет собой соединение двух усечённых четырёхугольных пирамид, соединённых основаниями, по высоте они занимают примерно две трети общей высоты башни. С одной вершины поднимается антенна круглого сечения, другая усечённая вершина опирается на землю. Центр квадратной башни является несущей основой. Башня состоит из горизонтальных платформ, обозначенными буквами от «A» до «O» (самая верхняя платформа). Некоторые платформы закрыты и содержат функциональные элементы, некоторые из них открыты и оснащены радиокоммуникационным оборудованием.

## Назначение
Башня служит одновременно приёмником и передатчиком радио и телесигналов. Для обеспечения вещания башня имеет необходимое современное оборудование, в том числе для обеспечения цифрового вещания на европейском стандарте DVB-T. На платформе «J» работает система централизованного мониторинга круглосуточного действия, которая следит за качеством трансляций всех телевизионных передатчиков в Словакии.
Для посетителей открыты платформа «D» (кафе) и «E» (ресторан). До 1997 года была также доступна для обзора платформа «C», закрытая из-за сильных ветров. Ресторан расположен примерно в 70 метрах над вершиной холма. Кухня ресторана находится в кафетерии, и блюда поднимаются в ресторан небольшими транспортными лифтами. Уникальность ресторана в том, что сиденья установлены на вращающемся круге, который медленно поворачивается, открывая панорамный вид. Аналогичный механизм был применён в обсервационном ресторане Быстрица на Новом мосту, но новый владелец не захотел продолжить использование механизма. Ресторан «Вежа» перестал эксплуатироваться в мае 2010 года из-за отсутствия посетителей, и вся его организация, включая шеф-повара и персонал, переехала в ресторан «Best Western West Hotel», что ста метрами ниже башни по дороге к ней. Однако сайт ресторана по-прежнему остаётся активным, а телефонные звонки перебрасываются в «Best Western Hotel». Пока не ясно, будет ли «Вежа» открыта вновь или ресторанное хозяйство окончательно демонтируют.
Для удобства посетителей ресторан имеет отдельный вход от обслуживающих башню служб. В том числе персонал башни имеет собственный лифт и кафе. При этом лифт технических служб может останавливаться на платформах для посетителей, но не наоборот. Два лифта дополняет лестница. Платформа «B» является узловым центром, откуда начинается стальная шахта для каблетрасс и пожарной лестницы. Это место является опасным для здоровья из-за сильного электромагнитного излучения.

## Конструкция
Башня является уникальным примером применения сэндвич-структур из двух материалов. Ядро башни образуют железобетонные опоры с площадью 7 м². Внешняя структура состоит из стального каркаса, который над платформой «A» через пучки стальных канатов связан с опорами. Над железобетонными опорами возвышается продолжение из стальных труб, которые завершаются ламинатной трубой под передатчики, которая и является самой высокой частью башни. Монолитные платформы установлены на железобетонных опорах, а по углам крепятся к стальному каркасу. На стадии проектирования это было смелым решением. Платформы скреплены с железобетонными опорами жёстко, но каркас на углах имеет возможность двигаться. Каркас и опоры связаны железобетонными продольными рёбрами, в результате чего нагрузка передаётся фундаменту. Пирамидальная форма башни помогает преодолеть горизонтальные нагрузки.

## Сетка вещания

### FM

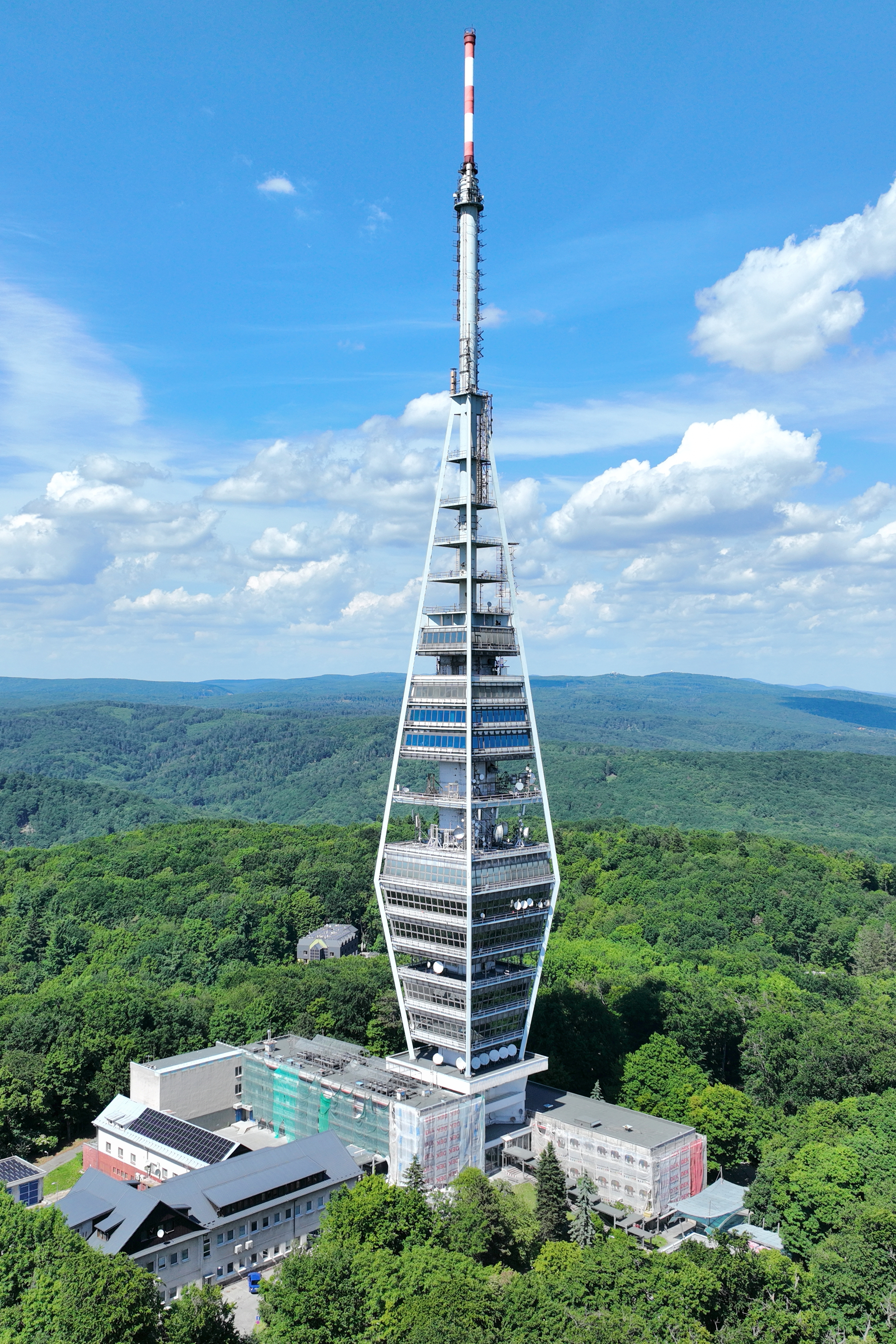
Телебашня Камзик, вид из Братиславы

Радиопрограммы
| Частота [МГц] | Программа       | Мощность  |
| ------------- | --------------- | --------- |
| 89.3          | Rádio FM        | 10.00 кВ  |
| 93.8          | Rádio Lumen     | 5.60 кВ   |
| 94.3          | Fun Radio       | 90.00 кВ  |
| 96.6          | Rádio Slovensko | 100.00 кВ |
| 99.3          | Rádio Regina    | 10.00 кВ  |
| 101.8         | Rádio Viva      | 89.00 кВ  |
| 104.4         | Rádio Devín     | 5.00 кВ   |
| 104.8         | Europa 2        | 50.00 кВ  |
| 106.6         | Jemné Melódie   | 10.00 кВ  |
| 107.6         | Rádio Expres    | 10.00 кВ  |

### Аналоговое телевидение
Телепрограммы. Запланировано выключение 31 декабря 2012.
| Номер канала | Частота [МГц] | Программа    | Высота антенны | Мощность | Доступ    |
| ------------ | ------------- | ------------ | -------------- | -------- | --------- |
| 2            |               | Jednotka STV | 150 м          | 140 кВ   | публичный |
| 27           |               | Dvojka STV   | 190 м          | 500 кВ   | публичный |
| 31           |               | Jednotka STV | 168 м          | 360 кВ   | публичный |
| 44           |               | Markíza      | 190 м          | 571 кВ   | частный   |
| 50           |               | TV JOJ       | 137 м          | 4 кВ     | частный   |

### Цифровое телевидение
Телепрограммы.
| Номер канала | Программа | Высота антенны | Доступ    | Состояние       | Мощность  | Поляризация  |
| ------------ | --------- | -------------- | --------- | --------------- | --------- | ------------ |
| 66           | MUX 1     | 168,3 м        | публичный | Работает        | 49,888 кВ | вертикальная |
| 56           | MUX 2     | -              | -         | Устанавливается | -         | -            |
| 27           | MUX 3     | -              | -         | Устанавливается | -         | -            |